# 福爾克納 (紐約州)
福爾克納（英語：Falconer）是位於美國紐約州學托擴縣的村。

## 人口
根據2020年美國人口普查的數據，福爾克納的面積為2.79平方千米，皆為陸地。當地共有人口2284人，而人口密度為每平方千米815人。